# みくまの農業協同組合
みくまの農業協同組合（みくまののうぎょうきょうどうくみあい、JAみくまの）は、和歌山県東牟婁郡那智勝浦町に本所を置いていた農業協同組合。

## 概要
2001年5月1日に、新宮市及び東牟婁郡内にあった新宮農業協同組合、那智勝浦町農業協同組合、南紀古座農業協同組合が合併して発足した。
2025年4月1日に、みくまの農業協同組合を含む和歌山県内の全8農協が合併し、和歌山県農業協同組合が発足。

## 事業内容
- 営農指導事業
- 販売事業
- 加工事業
- 信用事業
- 共済事業
- 経済事業
- Aコープ事業

## 事業区域
- 和歌山県新宮市
- 和歌山県田辺市の旧本宮町部分（その他は紀南農業協同組合及び紀州農業協同組合）
- 和歌山県東牟婁郡串本町の旧古座町部分（旧串本町部分は紀南農業協同組合）
- 和歌山県東牟婁郡古座川町
- 和歌山県東牟婁郡太地町
- 和歌山県東牟婁郡那智勝浦町
- 和歌山県東牟婁郡北山村

## 拠点

### 本所・各部
- 本所

〒649-5331 和歌山県東牟婁郡那智勝浦町天満122番地

### 支所・事業所
- 新宮支所

〒647-0045　和歌山県新宮市井の沢10番地の1
- みさき支所

〒647-0061　和歌山県新宮市三輪崎1078番地の1
- 本宮支所

〒647-1731　和歌山県田辺市本宮町本宮428番地の1
- 那智支所

〒649-5331　和歌山県東牟婁郡那智勝浦町天満122番地
- 西向支所

〒649-4122　和歌山県東牟婁郡串本町西向763番地
- 太地支所

〒649-5171　和歌山県東牟婁郡太地町太地3394番地の1
- 北山支所

〒519-5603　和歌山県東牟婁郡北山村大沼87番地
- 明神支所

〒649-4226　和歌山県東牟婁郡古座川町明神461番地
- 七川店

〒649-4562　和歌山県東牟婁郡古座川町下露572番地
- 熊野川営農センター

〒647-1211　和歌山県新宮市熊野川町日足390番地
- 太田営農センター

〒649-5134　和歌山県東牟婁郡那智勝浦町南大居1038番地
- 西向営農センター

〒649-4122　和歌山県東牟婁郡串本町西向372番地
- Aコープランティス

〒647-0061　和歌山県新宮市三輪崎1076番地の1
- Aコープくまの川

〒647-1211　和歌山県新宮市熊野川町日足350番地
- Aコープなち

〒649-5331　和歌山県東牟婁郡那智勝浦町天満1733番地の2
- Aコープなち下里店

〒649-5142　和歌山県東牟婁郡那智勝浦町下里2727番地の7
- Aコープこざ

〒649-4122　和歌山県東牟婁郡串本町西向330番地の1
1987年6月開店、2022年9月末閉店。
- Aコープみさと

〒647-1743　和歌山県田辺市本宮町伏拝821番地
- 米工房

〒647-0043　和歌山県新宮市緑ケ丘１丁目10番58号
- セレモニーホールなち

〒649-5304　和歌山県東牟婁郡那智勝浦町川関1239番地の1

### 店舗外ATM
- くまの川店(新宮支所)

〒647-1211　和歌山県新宮市熊野川町日足350番地
- スーパーセンターオークワ南紀店(みさき支所)

〒647-0071　和歌山県新宮市佐野3丁目11番19号
- 旧宇久井支所(みさき支所)

〒649-5312　和歌山県東牟婁郡那智勝浦町大字宇久井114番地
- 旧下里支所(太地支所)

〒649-5142　和歌山県東牟婁郡那智勝浦町下里2727番地の7
- オークワ古座川店(西向支所)

〒649-4104　和歌山県東牟婁郡古座川町高池64番地の1

## 主な産物
- ジャバラ - 主に北山村を中心に栽培。
- 茶 - 「音無茶」のブランドで販売。
- ゆず
- イチゴ - 主に那智勝浦町太田地区で栽培。和歌山県ブランド品種の「まりひめ」を「くろしおいちご」として産地ブランド化に取り組んでいる[2]。
- 黒にんにく - 主に古座川町と串本町を中心に栽培されたニンニクを熟成させている[2]。